# Marston Jabbett
Marston Jabbett – przysiółek w Anglii, w Warwickshire. Leży 3,2 km od miasta Nuneaton, 24,7 km od miasta Warwick i 143,3 km od Londynu. W latach 1870–1872 miejscowość liczyła 93 mieszkańców. Marston Jabbett jest wspomniana w Domesday Book (1086) jako Merstone.